# Tayshaun Prince
Tayshaun Durell Prince (* 28. Februar 1980 in Compton, Kalifornien) ist ein ehemaliger US-amerikanischer Basketballspieler, der von 2002 bis 2016 in der NBA aktiv war, die meiste Zeit davon bei den Detroit Pistons. Der 2,06 Meter große Prince galt lange Zeit als einer der besten Verteidiger auf seiner Position. Mit den Pistons gewann er in der Saison 2003/04 die NBA-Meisterschaft.

## Karriere

### College
Prince hat vier Saisonen lang für die Wildcats der University of Kentucky gespielt und dabei einen Schnitt von 13,2 Punkten und 5,7 Rebounds pro Spiel erzielen können. In diesem Zeitraum haben die Wildcats 97 Spiele gewonnen und lediglich 39 verloren sowie jedes Jahr den Einzug in das NCAA Turnier geschafft. Kentucky konnte sowohl 1999 als auch 2001 das SEC-Turnier für sich entscheiden. In der Saison 2000–2001 wurde Prince zum SEC Player of the Year gewählt und zum Most Valuable Player des SCE-Turniers.
Zu seinen erinnerungswürdigsten Spielen auf dem College zählt ein 79:59-Sieg gegen North Carolina, in dem er 31 Punkte, 11 Rebounds, 4 Assists und 4 Steals für sich verbuchen konnte. In dieser Partie erzielte er die ersten 15 Punkte seines Teams mit fünf aufeinanderfolgend verwandelten Dreipunktewürfen. In einem 87:82-Sieg gegen Tulsa im NCAA-Turnier 2002 erzielte Prince seine College-Bestleistung von 41 Punkten. 2002 erhielt er seinen Abschluss in Soziologie und meldete sich für den NBA-Draft an.

### Detroit Pistons (2002–2013)
Prince wurde im NBA Draft 2002 von den Detroit Pistons später als erwartet mit dem 23. Pick gezogen. Enttäuscht über das für ihn demütigende Desinteresse wählte Prince die Trikotnummer 22, um die 22 Klubs zu symbolisieren, die ihn verschmähten. Prince spielte in seiner Rookie-Saison 2002/03 nur in 42 Spielen (3,3 Punkte pro Spiel), doch in der ersten Runde der Playoffs war Coach Rick Carlisle dazu gezwungen, seine Aufstellungen zu ändern, um einen 1:3-Rückstand auf die Orlando Magic wiedergutzumachen. Prince überzeugte schnell und wurde regelmäßig aufgestellt. Er stellte dabei einen NBA-Rekord auf, da er als erster Spieler in der Geschichte der Liga mehr Minuten in den Playoffs als in der regulären Saison gespielt hatte (137 in der Saison, 141 in den Playoffs). Die Pistons schafften es, die Serie zu drehen und Prince hatte im siebten und entscheidenden Spiel seinen endgültigen Durchbruch: er erzielte 20 Punkte in 24 Minuten und verhalf seinem Team zum Sieg. In der zweiten Runde setzten sich die Pistons noch gegen die Philadelphia 76ers durch, mussten sich danach jedoch den New Jersey Nets geschlagen geben. Trotzdem war Prince ab diesen Playoffs als Stammspieler der Pistons etabliert.

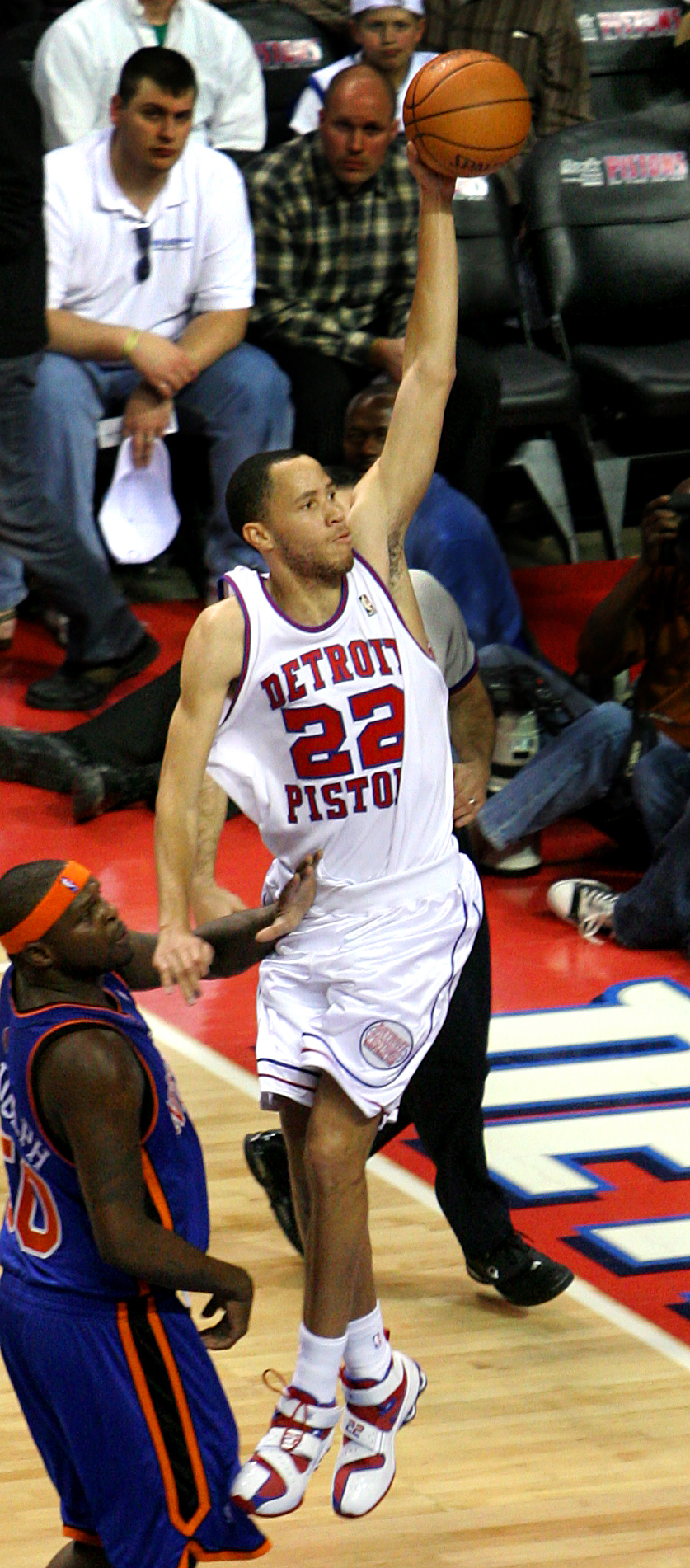
Prince im Trikot der Pistons (2008)

Rick Carlisle wurde durch den ehemaligen Coach der Philadelphia 76ers, Larry Brown, ersetzt, der Prince auch prompt in die Startaufstellung auf der Position des Small Forwards aufstellte. Prince hob seinen Punkteschnitt von 3.3 auf 10,3 Punkte und war auch Bestandteil des Sophomore-Teams in der NBA Rookie Challenge. In den Playoffs 2004 hatte Prince seinen wohl prägendsten Moment auf einem NBA Basketballfeld. In den Eastern Conference Finals gegen die Indiana Pacers schaffte er einen fast unmöglich Block gegen den Starspieler der Pacers, Reggie Miller. Diese Aktion wurde oft auf ESPN und anderen amerikanischen Sportsendern gezeigt und ist wohl das Markenzeichen von Princes Karriere. Nachdem sich die Pistons gegen Indiana durchsetzen konnten, bezwangen sie die Los Angeles Lakers nach fünf Spielen in den NBA-Finals und sicherten sich die NBA-Meisterschaft.
In der folgenden Saison verbesserte sich Prince weiterhin: 14,7 Punkte pro Spiel. Er wurde in das NBA All-Defensive Second Team gewählt und war Dritter bei der Wahl zum NBA Most Improved Player. Die Pistons schafften es auch dieses Jahr in die NBA Finals, doch sie mussten sich nach umkämpften sieben Spielen den San Antonio Spurs geschlagen geben. In der NBA-Saison 2005/06 startete Prince alle 82 Spielen seines Teams und hielt sein starkes Niveau. In den Playoffs verloren die Pistons gegen die Miami Heat in den Eastern Conference Finals. In der darauffolgenden Saison war Prince erneut konstant und erreichte mit seinem Team ein weiteres Mal die Eastern Conference Finals, doch sie konnten sich nicht gegen die Cleveland Cavaliers durchsetzen. 2007/08 wurden die Pistons erneut in den Eastern Conference Finals eliminiert, diesmal von den Boston Celtics nach sechs Spielen.
In der Spielzeit 2008/09 hielt Prince ein weiteres Mal seinen Schnitt von knapp über 14 Punkten und fast 6 Rebounds pro Spiel, doch es zeichnete sich ein Trend in seinem Team ab. Man schaffte es die letzten drei Jahre nicht mehr in die NBA Finals, weil man immer in den Eastern Conference Finals scheiterte. Dieses Jahr war das Team noch schlechter und schaffte es gerade noch in die Playoffs, allerdings nur um gleich in der ersten Runde von den Cleveland Cavaliers nach vier Spielen wieder eliminiert zu werden. Prince war in dieser Serie mit 3,8 Punkten und 3,5 Rebounds relativ ineffektiv.
In der NBA-Saison 2009/10 hatte Prince mit Verletzungen zu kämpfen und spielte zum ersten Mal seit seiner Rookie-Saison 2002/03 nicht in allen 82 Spielen seines Teams in der regulären Saison. Er musste verletzungsbedingt 33 Spiele aussetzen und die Pistons schafften es nicht in die Playoffs. Die Saison 2010/11 nutzen die Pistons um ihr Team neu aufzubauen um wieder an die erfolgreichen Zeiten von vor einigen Jahren anschließen zu können. Es gab immer wieder Gerüchte, die besagten, dass die Pistons sich von Prince trennen würden, um jüngere Spieler an Bord zu holen, doch diese Gerüchte bestätigten sich nicht.

### Memphis Grizzlies (2013–2015)

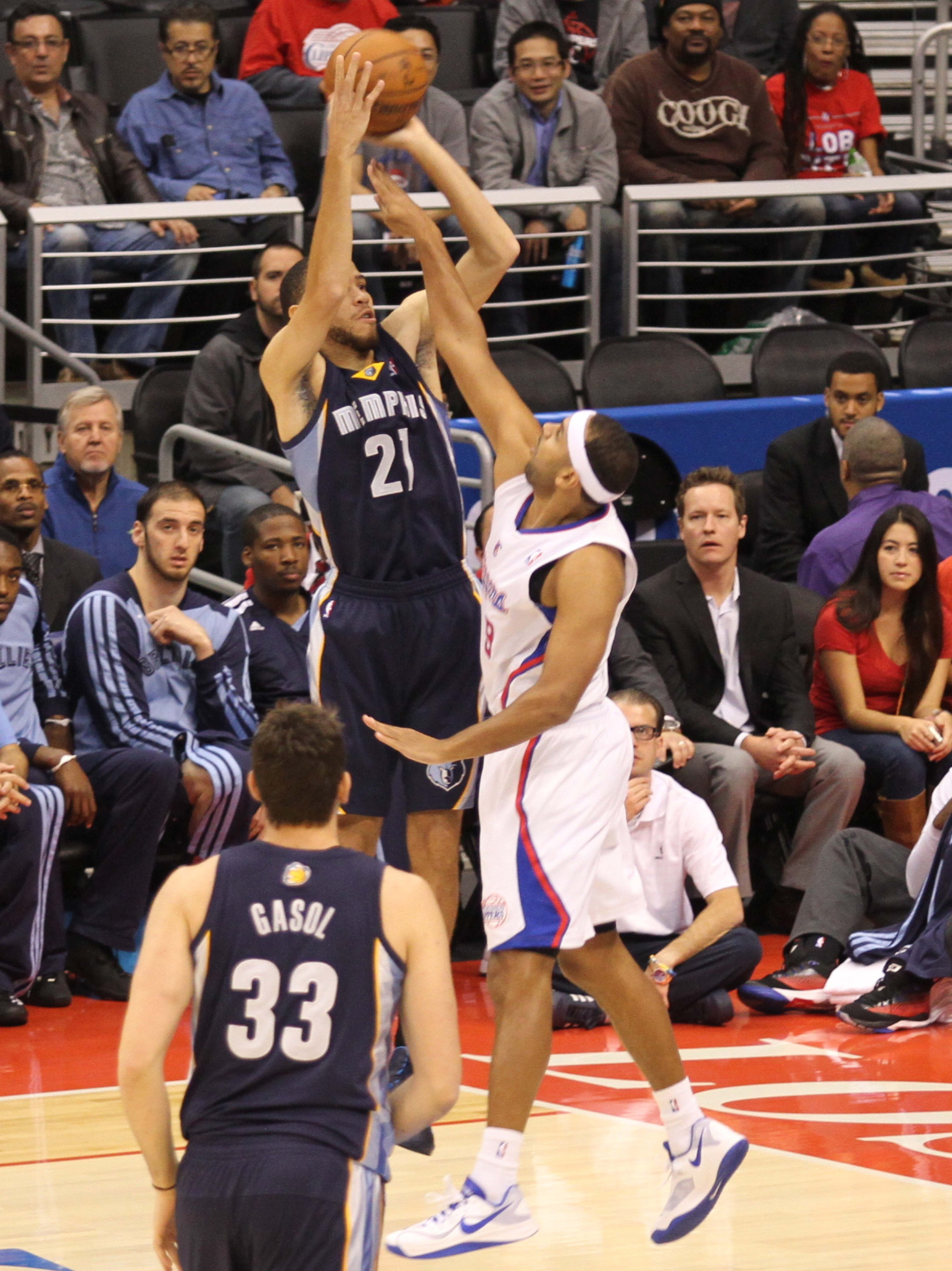
Prince (Mitte) spielte zwei Jahre für die Memphis Grizzlies

Prince und Teamkollege Austin Daye wurden am 30. Januar 2013 im Rahmen eines Drei-Team-Tausches zu den Memphis Grizzlies transferiert. Im Gegenzug erhielten unter anderem die Toronto Raptors Rudy Gay, während José Calderón zu den Detroit Pistons wechselte. Bei den Grizzlies konnte sich Prince erneut als starker Verteidiger in der Rotation etablieren, jedoch offensiv eher selten überzeugen und seine Statistiken wurden zusehends schlechter.

### Boston Celtics / Detroit Pistons (2015)
Um die Offensive zu stärken, entschlossen sich die Grizzlies im Januar 2015 dazu, Prince via Trade zu den Boston Celtics zu schicken. Im Rahmen eines Drei-Team-Deals zwischen den Grizzlies, den Celtics und den New Orleans Pelicans wurde der Wechsel durchgeführt. Im Gegenzug wechselte Forward Jeff Green nach Memphis.
Nach einem Monat in Boston wurde Prince allerdings zurück zu den Detroit Pistons transferiert, wo er bis Ende der Spielzeit aktiv war.

### Minnesota Timberwolves (2015–2016)
Im Sommer 2015 wechselte Prince zu den Minnesota Timberwolves. Für die Wolves absolvierte er 77 Saisonspiele, davon 44 als Starter und kam auf 2,9 Punkte und 1,9 Rebounds pro Spiel. Die Wolves waren Princes letzte Station als Profibasketballer.

## Spielweise
Princes Spielweise war zu Beginn seiner Karriere stark auf die Defensive ausgerichtet, wobei ihm seine Schnelligkeit und seine langen Arme zugutekamen (seine Armspannweite maß 2,18 Meter). In seiner stärksten Saison (2004/05) erzielte er pro Spiel im Durchschnitt 14,7 Punkte, 5,3 Rebounds und 3,0 Assists und brachte seine üblichen guten Leistungen als Verteidiger, weswegen er von 2005 bis 2008 viermal in Folge ins NBA All-Defensive Team gewählt wurde. Trotz seiner dürr wirkenden Statur war er sehr athletisch, was ihn befähigte, mit dem Rücken zum Korb den Ball abzuschirmen und über einen Gegenspieler zu werfen (eng: „Post up“) oder mit zwei schnellen Schritten zum Korb zu ziehen.